# Skald
 Ovo je glavno značenje pojma Skald. Za album sastava Wardruna pogledajte Skald (album).
Skald (staronordijski: "pjesnik") izraz je koji se koristi za pjesnike na dvorovima skandinavskih vladara od vikinškog doba, od 793. do 1066., do srednjega vijeka (5. – 15. stoljeće). Skaldska poezija jedna je od dvaju glavnih oblika staronordijske poezije; drugi oblik čini anonimna Edda.
Najčešći metar u skaldskoj je poeziji dróttkvætt. Pjesme su uglavnom povijesne tematike i pohvalne, a opisuju djela skaldova mecene. Ne može se sa sigurnošću utvrditi jesu li se skaldi služili glazbalima, no neki učenjaci vjeruju da su se tijekom recitiranja koristili harfom ili lirom.
Korpus skaldske poezije sastoji se od 5797 stihova koje je osmislilo 447 skalda, a sačuvani su u 718 rukopisa. Trenutačno korpus uređuje projekt Skaldic Poetry of the Scandinavian Middle Ages.

## Etimologija
Riječ skald vjerojatno je povezana s pragermanskom riječju *skalliz, koja znači "zvuk, glas, povik" (u starovisokonjemačkom riječ "skal" znači "zvuk"). U starovisokonjemačkom postoji riječ skalsang, koja znači "pjesma pohvalnica, psalam", dok riječ skellan znači "odzvanjati". Starovisokonjemački korijen skeltan etimološki je jednak korijenu skald- (*skeldan), a znači "grditi, kriviti, optužiti, uvrijediti". Osoba koja vrijeđa naziva se skelto ili skeltāri. Zapadnogermanska inačica za riječ skald glasi scop. Kao scop, koji je povezan sa suvremenom engleskom riječi scoff ("ismijavati"), riječ skald u engleski je jezik ušla kao scold ("grditi"), što odražava važnost pjesama rugalica u germanskoj poeziji.

## Povijest
Začetci skaldske poezije datiraju iz početka 9. stoljeća s Bragijem Boddasonom i njegovom Ragnarsdrápom, koju se smatra jednom od najstarijih preživjelih nordijskih pjesama. Bragi je najraniji skald čiji su stihovi preživjeli.
Nakon njega skaldi poput Egilla Skallagrímssona i Torbjørna Hornklova u desetom su stoljeću postali poznati po pjesmama koje su oblikovali za kraljeve kojima su bili podređeni. U to su vrijeme Islanđani i Skandinavci i dalje bili pogani, zbog čega su njihova djela često aludirala na bogove kao što su Thor i Odin, ali i na proroke i rune. Tadašnja poezija značajna je i po prikazu "herojskoga doba" Vikinga i toga što ju čine "pjesme pohvalnice, oblikovane u spomen na kraljeve i ostale ugledne ljude; često su bile prilično duge."
Skaldi su s vremenom postali glavni izvori za islandsku i nordijsku povijest i kulturu jer su uglavnom oni učili usmenu predaju i prenosili je.
Zbog toga se uloga skalda promijenila i postali su ugledniji. Svakom je kralju i starješini bio potreban skald koji bi zabilježio njegove pothvate i tako osigurao da uspomena na njega živi i dalje, a skaldi su tako postali i glavni povjesničari svojeg društva. Autori pisanih artefakata iz toga vremena upravo su skladi jer su prvi bilježili događaje na papiru. Neki su skaldi postali bilježnici koji su zapisivali zakone i događaje vezane uz vladu, neki od njih čak su izabrani u Althing, dok su ostali radili u suradnji s crkvama kako bi zabilježili živote i čudesa svetaca i tako prenosili ideale kršćanstva. U vrijeme kad se vikinška kultura počela priklanjati kršćanstvu, skaldi su postali glavni zastupnici kulture.
Nakon nekog vremena skaldskom zanimanju prijetilo je izumiranje, no Snorri Sturluson skupio je njihova djela u Proznu Eddu kako bi sačuvao njihovu umjetnost. Snorri, rođen na Islandu u 12. stoljeću, igrao je vrlo važnu ulogu u povijesti skaldske poezije. Osim što je bio pjesnik, u jednom dijelu života bio je čelnik Althinga, odnosno rukovodio je islandskom vladom. Njegova je Prozna Edda očuvala tradicije i metode skalda, a danas je i glavni izvor informacija o skaldima. Prozna Edda razlomila je i objasnila kenninge korištene u skaldskoj poeziji, zbog čega su danas razumljivi. Osim što je napisao Proznu Eddu, Snorri je napisao još nekoliko važnih djela, u kojima je prepričavao stare nordijske legende i pothvate kraljeva.

## Skaldska poezija
Stih Edda uglavnom je jednostavan s obzirom na sadržaj, stil i metar, a njime se uglavnom iznosi mitološki ili herojski sadržaj. Suprotno tome, skaldski je stih složen i uglavnom posvećen određenim jarlima i kraljevima. Ne zna se kako se skaldska poezija izvodila, no učenjaci su složni u tome da se recitirala, a ne pjevala.
Za razliku od mnogih drugih književnih oblika toga vremena, zasluge za nastanak određene pjesme može se uz određenu količinu sigurnosti pripisati autoru (skaldu). Mnogi su skaldi bili utjecajni ljudi, pa su tako zapisani i njihovi životopisi. Metar je ukrašen, a uglavnom je dróttkvætt ili njegova inačica. Sintaksa je složena, rečenice se uglavnom isprepliću, a u upotrebi su česti kenninzi i heiti.
Skaldska poezija nastala je u inačicama i dijalektima staronordijskog jezika. Stihovi su uglavnom aliterativni, a strofe su gotovo uvijek u dróttkvættima. Dróttkvætt se uglavnom sastoji od oktava, a svaki je par stihova zapravo jedan cijeli stih koji se konvencionalno piše kao dva.

### Oblici
Ovo su oblici skaldske poezije:
- Drápa, dugi serijal strofa (uglavnom dróttkvætta) s refrenima (stefima) između njih.
- Flokkr, vísur ili dræplingr, kraći serijal takvih strofa bez refrena.
- Lausavísa, jedna strofa dróttkvætta za koju se smatra da je improvizirana za određenu prigodu koju spominje.

Skaldi su također oblikovali pjesme rugalice (níðvísur), a vrlo rijetko i erotske pjesme (mansöngr).

### Kenninzi
Stihovi skalda sastoje se od mnogo kenninga, okamenjenih metafora prisutnih u većem dijelu tadašnje sjevernoeuropske poezije. Kenninzi su stilska sredstva kojima se potkrijepljuje uobičajena slika radi oblikovanja aliteracijskog polustiha u dróttkvættu, no zbog iznimno strožih pravila skaldskoga stiha ta su sredstva umnogostručena kako bi prikazali skaldovu vještinu i sposobnost igranja riječima. Slike su zbog toga djelomično hermetične, barem onima koji ne prepoznaju aluzije koje ih čine.

### Skaldske pjesme
Veći dio skaldskog pjesništva čine pjesme posvećene određenim kraljevima koje su oblikvali njihovi dvorski pjesnici. Uglavnom su povijesne tematike – spominju bitke i ostale pothvate iz kraljeva života.
- Glymdrápa ‒ djela Haralda Lijepokosog.
- Vellekla ‒ djela Haakon Sigurdsson.
- Bandadrápa ‒ djela Eiríkra Hákonarsona koja je napisao Eyjólfr dáðaskáld
- Knútsdrápa ‒ djela Knuta Velikog.

Nekoliko preživjelih skaldskih pjesama mitološke je tematike.
- Þórsdrápa ‒drápa posvećena bogu Thoru koja govori o jednoj od njegovih bitaka s divovima.
- Haustlöng ‒ govori o dvjema mitološkim pričama naslikanima na štitu koji je dobio pjesnik.
- Ragnarsdrápa ‒ govori o četirima mitološkim pričama naslikanima na štitu koji je dobio pjesnik.
- Húsdrápa ‒ govori o mitološkim scenama prikazanima na kuhinjskim radnim pločama.
- Ynglingatal ‒ opisuje podrijetlo norveških kraljeva i povijest Ynglinga. Sačuvana je u Heimskringli.

Dvije pjesme govore o kraljevoj smrti i njegovom primanju u Valhali.
- Hákonarmál ‒ smrt kralja Haakona Dobrog i njegovo primanje u Valhalu.
- Eiríksmál ‒ smrt kralja Eiríkra i njegovo primanje u Valhalu.

Neke su pjesme nastale povodom određenih događaja, poput pjesama Egilla Skallagrímssona
- Sonatorrek ‒ tužaljka o smrti Egillovih sinova.
- Höfuðlausn ‒ pohvala upućena Eriku Krvavoj Sjekiri, koji je spasio autora pjesme.
- Arinbjarnarkviða ‒ pohvala upućena pjesnikovu prijatelju Arinbjörnu.

## Značajni skaldi
Zna se za više od 300 skalda koji su živjeli između 800. i 1200. godine. Mnogi se spominju u Skáldatalu, no nisu svi od njih poznati na temelju postojećih materijala. Među značajnijima su:
- Bragi Boddason "Stari" (rano 9. stoljeće), autor Ragnarsdrápe
- Þorbjörn Hornklofi (9. stoljeće), dvorski pjesnik kralja Haralda Lijepokosog
- Þjóðólfr of Hvinir (oko 900.), autor Haustlönga i Ynglingatala
- Eyvindr skáldaspillir (10. stoljeće), ili Eyvindr Plagijator, autor Hákonarmála i Háleygjatala
- Egill Skallagrímsson (10. stoljeće), autor Sonatorreka, Höfuðlausna i Arinbjarnarkviðe
- Kormákr Ögmundarson (sredina 10. stoljeća), glavni lik u Sagi o Kormáku
- Eilífr Goðrúnarson (kraj 10. stoljeća), autor ÞórsdrápE
- Þórvaldr Hjaltason (kraj 10. stoljeća), pjesnik kralja Erika Pobjedničkog
- Hallfreðr vandræðaskáld (kraj 10. stoljeća), dvorski pjesnik Olafa Tryggvasona
- Einarr Helgason "Skálaglamm" (kraj 10. stoljeća), "od sjajnih novčića" ‒ autor Vellekle
- Úlfr Uggason (kraj 10. stoljeća), autor Húsdrápe
- Tindr Hallkelsson (oko 1000.), jedan od dvorskih pjesnika Haakona Sigurdssona
- Gunnlaugr Ormstunga (10./11. stoljeće), nadimka Ormstunga, "Crvov Jezik", zbog sklonosti prema satiri i pogrdnom jeziku
- Sigvatr Þórðarson (početak 11. stoljeća), dvorski pjesnik kralja Olafa II. od Norveške
- Þórarinn loftunga (početak 11. stoljeća), dvorski pjesnik Sveinna Knútssona
- Óttarr svarti (početak 11. stoljeća), skald na dvoru kralja Olofa Skötkonunga i Olafa II.
- Arnórr jarlaskáld (sredina 11. stoljeća), nazvan Jarlaskald – "Skald Jerlova"
- Einarr Skúlason (12. stoljeće), autor Geislija
- Þórir Jökull Steinfinnsson (13. stoljeće), islandski pjesnik

## Vanjske poveznice
- Dróttkvæði, skjaldkvæði og rímur na mrežnom mjestu heimskringla.no.
- Finnur Jónsson, ed. Den norsk-islandske skjaldedigtning, na mrežnoj stranici heimskringla.no.
- Finnur Jónsson, ed. Den norsk-islandske skjaldedigtning. 4 toma. Copenhagen: Villadsen og Christensen, 1912. – 1915.
- Sveinbjörn Egilsson i Finnur Jónsson, eds. Lexicon poeticum antiquæ linguæ septentriolanis: ordbog over det norsk-islandske skjaldesprog. 2. izdanje. Copenhagen: Det kongelige nordiske oldskriftselskab, 1913. – 1916. Sačuvano u djelomičnom obliku u bazi podataka Jörmungrund  Arhivirana inačica izvorne stranice od 21. srpnja 2006. (Wayback Machine)
- Corpus poeticum boreale. V. II. Dvorsko pjesništvo G. Vigfússona i F. Y. Powella, 1883. Internet Archive: Skaldske pjesme s prijevodom na engleski jezik.